# Dorfkirche Schlatkow

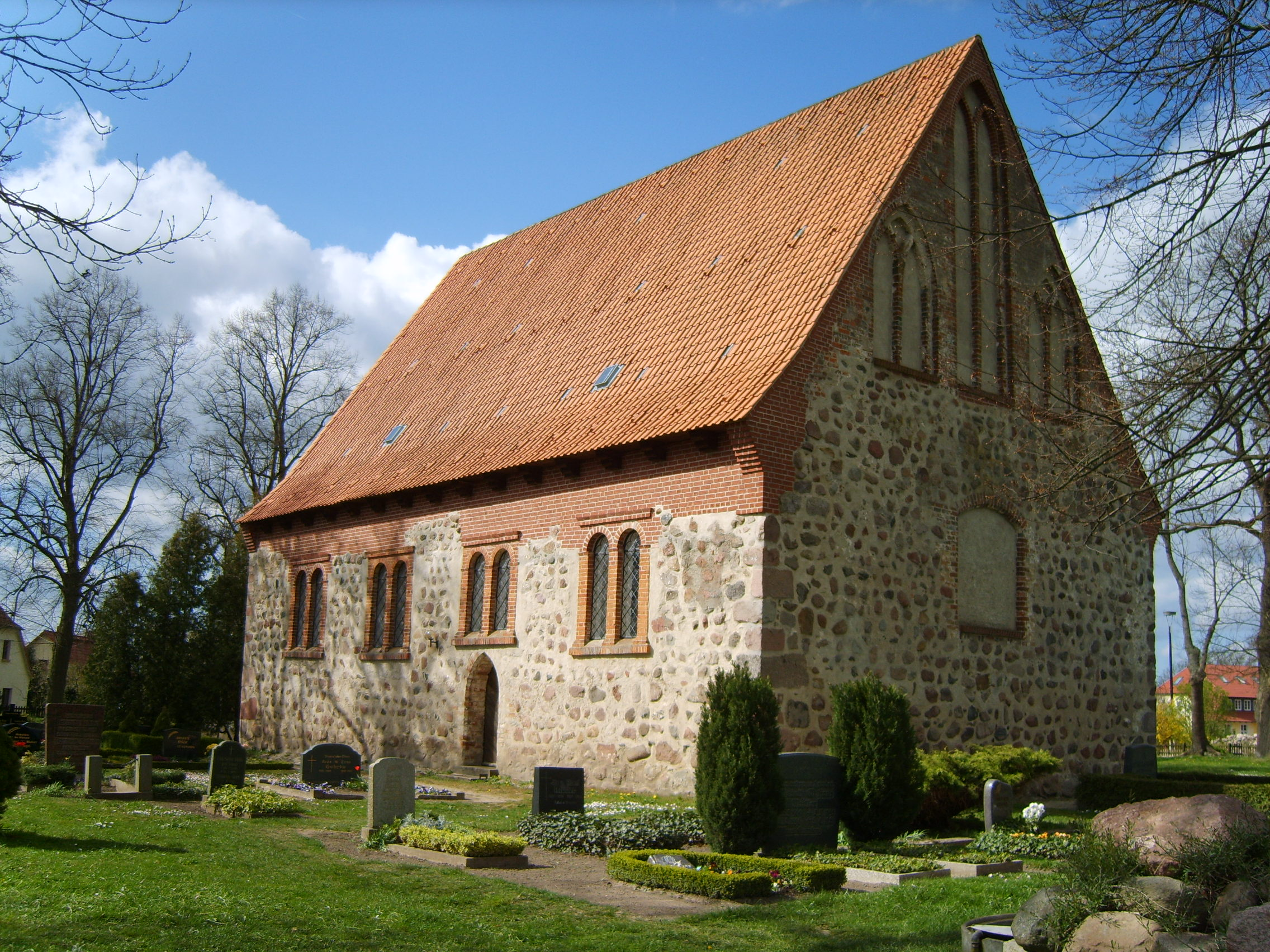
Dorfkirche Schlatkow in Schmatzin

Die evangelische Dorfkirche Schlatkow (auch Maria-Magdalena-Kirche genannt) ist eine denkmalgeschützte Saalkirche aus dem 13. Jahrhundert in der Gemeinde Schmatzin im Landkreis Vorpommern-Greifswald in Mecklenburg-Vorpommern. Sie gehört zur Evangelischen Kirchengemeinde Ziethen, Groß Bünzow und Schlatkow der Propstei Demmin des Pommerschen Evangelischen Kirchenkreises.

## Geschichte
Das Bauwerk wurde in der Zeit zwischen 1280 und 1350 aus Feldsteinen errichtet. Im Dreißigjährigen Krieg wurde auch dieses Bauwerk wie viele andere in der Region zerstört, aber von den Einwohnern wieder aufgebaut. 1699 brannte sie nach einem Blitzeinschlag ab und wurde in den Jahren 1700 bis 1708 und mit einem verkleinerten Westportal ohne Westturm restauriert. Ende des 19. Jahrhunderts fassten die Baumeister die Fenster mit Backsteinen ein. Am 11. Dezember 1985 stürzte der Dachstuhl ein. Zwei Jahre später begannen die Sicherung und der Wiederaufbau der Kirche, der bis 1988 dauerte. An Stelle des ursprünglich vorhandenen Holztonnengewölbes aus dem 18. oder 19. Jahrhundert zog die Gemeinde eine flache Decke ein. Außerdem errichtete sie den Westgiebel neu. Bei den Sanierungsarbeiten legten Arbeiter eine mittelalterliche Malerei an der Ostwand der Kirche frei. Gleichzeitig reparierten Experten die Orgel.

## Architektur

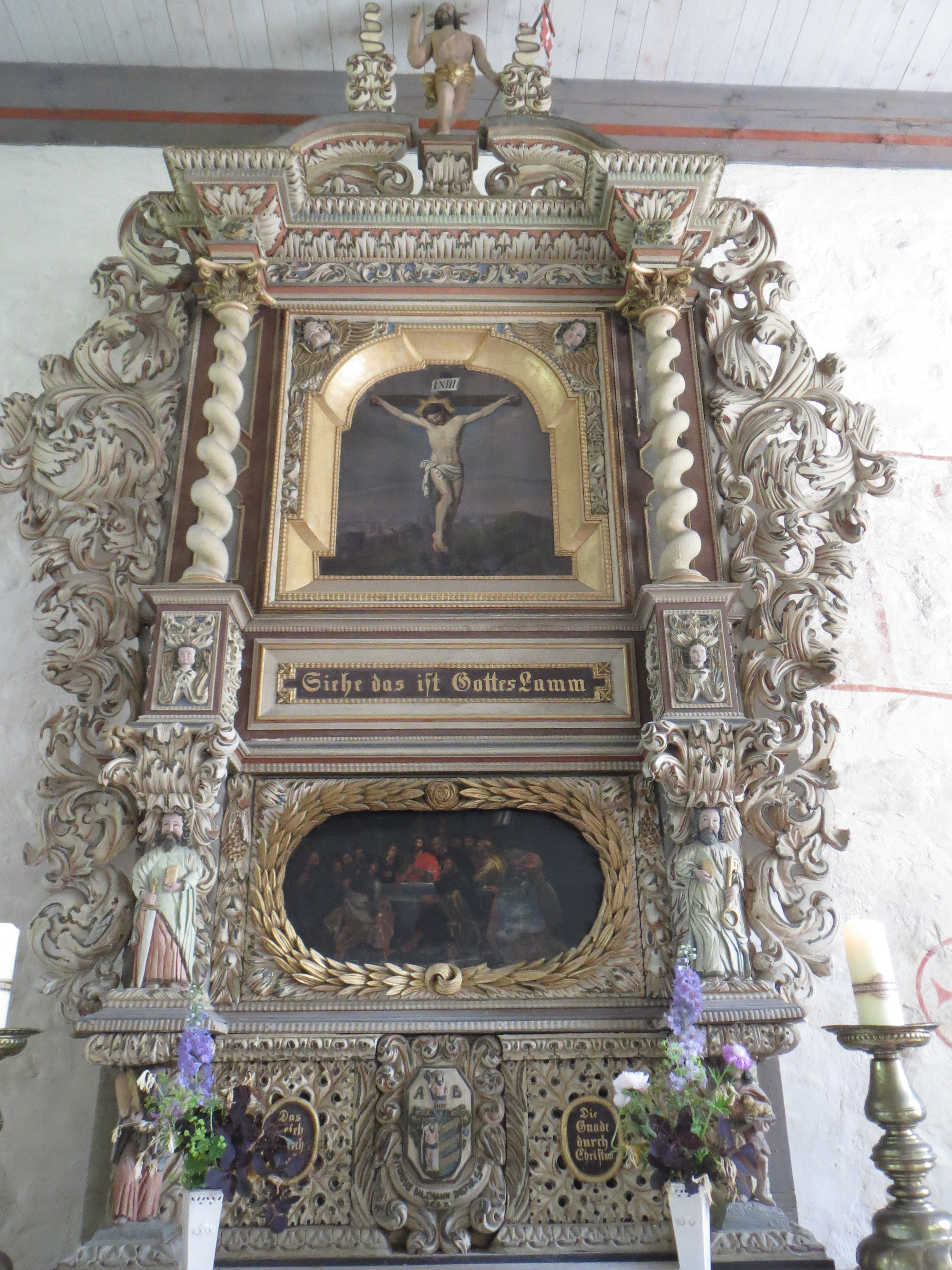
Altaraufsatz

Die Kirche weist einen rechteckigen Grundriss auf. Die Wände wurden aus ungleichmäßig behauenen, unterschiedlich großen und kaum sorgfältig geschichteten Feldsteinen errichtet. An den Ecken verwendeten die Baumeister behauene Granitquader. An der Nord- und Südseite sind je vier gekuppelte Rundbogenfenster eingelassen, deren Gewände mit rötlichen Backsteinen eingefasst sind. In Höhe des Kämpfers ist eine zierliche Wulst vorhanden. Die beiden Bögen der Fenster werden von einem schmalen Gesims überspannt. Oberhalb der Fenster wurden nach dem Einsturz im 20. Jahrhundert ebenfalls rötliche Backsteine für den Wiederaufbau verwendet. An der Südseite sind unterhalb des dritten Fensters – von Osten aus gesehen – die Reste eines rundbogenförmigen Portals zu erkennen, das spätestens beim Umbau der Fenster im 19. Jahrhundert vermauert wurde. Das Gegenstück an der Nordseite ist noch vorhanden.
Der östliche Chorgiebel stammt aus der Bauzeit der Kirche. Er ist mit drei großen, weiß gestrichenen und gekuppelten Blenden verziert, die an eine Dreifenstergruppe erinnern. Darunter befindet sich eine korbbogenförmige Öffnung, die im 21. Jahrhundert jedoch verschlossen und verputzt ist. Der westliche Chorgiebel ist aus rötlichem Mauerstein errichtet und nimmt die Form der Dreifenstergruppe in seinen schlicht gestalteten Blenden auf. Der Zugang zur Kirche erfolgt über ein darunter befindliches, schlichtes und mit rötlichen Mauersteinen eingefasstes Portal, das mit einer doppelflügeligen, blau angestrichenen Holztür verschlossen werden kann.
Das schlichte Satteldach ist mit rötlichen Ziegeln gedeckt. Ernst von Haselberg gibt in seiner Dokumentation über das Bauwerk eine Gesamtlänge von 19,70 Meter und eine Breite von 12 Metern an.

## Ausstattung

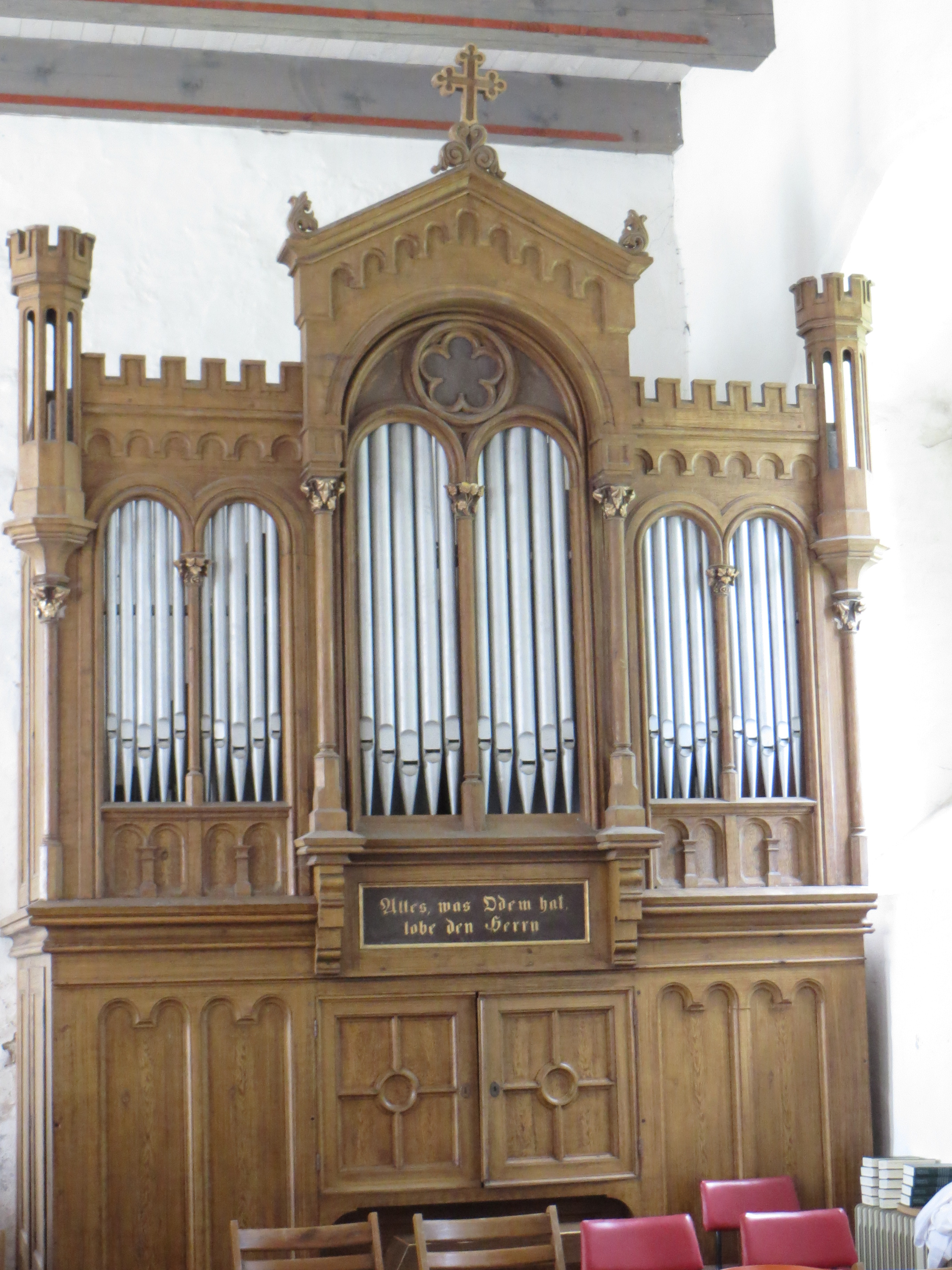
Orgel von Barnim Grüneberg

Im Innenraum befindet sich am nördlichen Teil der Ostwand des Kirchenschiffs eine Wandmalerei aus dem 15. Jahrhundert. Sie zeigt unter anderem das Jüngste Gericht sowie den gekreuzigten Apostel Andreas und den heiligen Christophorus. An der südlichen Ostwand des Kirchenschiffs befindet sich eine Sakramentsnische mit zwei aufgemalten Engeln.
Der Altaraufsatz sowie die Kanzel werden bei Dehio als „qualitätsvoll“ bezeichnet. Beide reich verzierten Werke stammen laut einer Inschrift aus dem Jahr 1692. Der Aufsatz zeigt in seiner Predella das Abendmahl Jesu, zur Linken und Rechten stehen die Apostel Simon Petrus und Paulus von Tarsus. Zwischen dem Hauptfeld und der Predella befindet sich ein ebenfalls reich verzierter Spruch aus der Elevation: „Siehe das ist Gottes Lamm [das hinwegnimmt die Sünden der Welt]“. Darüber befindet sich im Hauptfeld eine Szene mit der Kreuzigung Christi. Oberhalb des Aufsatzes ist ein gesprengter Giebel angebracht, auf dem der auferstandene Christus mit einer Siegesfahne steht. Der Kanzelkorb befindet sich an der Südwand der Kirche und wird vom Erzengel Michael getragen. Am Aufgang zur Kanzel befinden sich Bilder der Evangelisten, Aaron, Salomo, David sowie Abbildungen von Martin Luther und Philipp Melanchton. Der stehende Taufengel unter einem Baldachin mit Voluten an der Nordseite der Kirche stammt aus dem Anfang des 18. Jahrhunderts. Weiterhin finden sich eine 1,06 Meter breite Grabplatte aus Kalkstein für derer von Horn mit einer Ritzzeichnung eines Ritters aus dem 16. Jahrhundert sowie zwei weitere Grabplatten aus der Zeit um 1800 in der Kirche. Eine Dose für Oblaten aus vergoldetem Silber trägt das Wappen derer von Wolfradt und die Inschrift „A.D.V.W. 1670“.

### Orgel
Die Orgel mit einem neuromanischen Prospekt baute 1863 Barnim Grüneberg aus Stettin. Das Opus 63 ist mit Türmchen, einer Zinnenbekrönung sowie mehreren Friesen verziert. Der Prospekt ist mit einem Psalm „Alles was Odem hat, lobe den Herrn“ (Ps. 150,6) verziert. Die Orgel besitzt ein Manual mit sechs Registern und zwei Pedalregister mit folgender Disposition:
| I Hauptwerk |                |    |
| 1.          | Principal      | 8′ |
| 2.          | Gedackt        | 8′ |
| 3.          | Salicional     | 8′ |
| 4.          | Octave         | 4′ |
| 5.          | Flauto amabile | 4′ |
| 6.          | Octav          | 2′ |

| Pedal |           |     |
| 7.    | Subbaß    | 16′ |
| 8.    | Violonbaß | 8′  |

### Glocken
Nordwestlich des Gebäudes befindet sich ein freistehender, hölzerner Glockenstuhl aus dem 18. Jahrhundert mit einem achtseitigen Zeltdach und drei Glocken. Eine stammt aus dem Mittelalter, eine weitere datierten Fachleute auf 1446. Das dritte Exemplar aus Bronze stellte die Glockengießerei Zach aus Stralsund im Jahr 1817 her.